# Riventosa
Riventosa est une commune française située dans la circonscription départementale de la Haute-Corse et le territoire de la collectivité de  Corse.

## Géographie

### Situation
Riventosa est une commune du Venachese, l'une des sept communes composant le canton de Venaco. Elle fait partie du « territoire de vie » Centru di Corsica (Centre Corse) dans le parc naturel régional de Corse. Autrefois elle se situait dans la pieve de Venaco
Communes limitrophes

### Géologie et relief
Riventosa est une petite commune de montagne du Centre Corse (Centru di Corsica), qu'il faut associer aux communes voisines de Casanova, Poggio di Venaco, Santo-Pietro-di-Venaco et Venaco car elles se jouxtent dans le canton.
Son territoire se présente en une bande de terre disposée latéralement, scindée par le Tavignano en deux secteurs :
- le secteur occidental, près de deux fois plus large que le secteur oriental, se divise en deux parties, séparées par l'arête de montagne accrochée au piton rocheux (753 m d'altitude) du petit chaînon sur lequel sont bâtis les villages de Riventosa et de Poggio-di-Venaco. Il est composé  au nord du versant à l'ubac du vallon de Castelluccia, et au sud, du bassin versant du ruisseau de Javinelle[1], affluent du Tavignano. S'y trouvent les deux parties majeures du finage villageois : l'habitat et les bois et forêts. Ce secteur en forme de cuvette, s'étale brusquement, depuis la ligne de crête du petit chaînon articulé sur l'un des chaînons principaux du massif du Cardo sur lequel se trouve Santo-Pietro-di-Venaco à l'ouest, jusqu'au lit du fleuve à l'est, le point le plus bas communal se situant à 216 m d'altitude.
- le secteur oriental, plus étroit, est représenté par le vallon du ruisseau de Mezzanelli, affluent (rg) du Tavignano, non référencé. Ce territoire s'élève depuis la frange cultivée et les prairies le long du fleuve, jusqu'à la Punta di Scoppa (489 m), son culmen oriental.

Limites territoriales
Elles sont ainsi définies :
- au nord, depuis la jonction des routes D.40 et .D140 dite « Place Fouada » à Poggio-di-Venaco , la démarcation prend la direction du sud sur près de 300 m avant de s'orienter vers le ruisseau de Castelluccia dont elle suit le cours jusqu'au Tavignano ;
- à l'est, la démarcation suit le lit du Tavignano jusqu'au lieu-dit Capezzale avant de partir sur la Punta di Scoppa via Bocca di Millaria ; elle s'oriente au sud jusqu'au Tavignano, vers l'ancien champ de course de Torbia (« à cheval » sur Santo-Pietro-di-Venaco et Venaco) qu'elle n'atteint pas ;
- au sud, la démarcation remonte le cours du fleuve jusqu'au ruisseau de Laccia, remonte celui-ci, longe les flancs de Torricella 630 m, sommet du chaînon sur lequel est bâti le village de Santo-Pietro-di-Venaco, descend jusqu'au lit du ruisseau de Bruttella puis remonte sur la ligne de crête d'une petite arête qu'elle suit jusqu'à la fontaine d'Aja alla Pieta ;
- à l'ouest, la démarcation remonte jusqu'au col de San Catero di Cervone (San Cateru - 736 m), descend ensuite jusqu'au ruisseau de Misongno qu'elle quitte à hauteur du cimetière de Riventosa pour gagner la place Fouada à Poggio-di-Venaco.

### Hydrographie
Le fleuve Tavignano traverse la commune depuis le point de confluence avec le ruisseau de Castelluccia, au nord de Costini, jusqu'à celui avec le ruisseau de Laccia non référencé au sud d'Amaddiu. Au cours de sa traversée, il est alimenté par les eaux de plusieurs petits ruisseaux. Le plus important est le ruisseau de Javinelle qui lui-même est alimenté par deux petits cours d'eau : le ruisseau de Morta long de 0,9 km et le ruisseau de Piubette long de 1,5 km.

### Voies de communication et transports

#### Accès routiers
On s'y rend depuis la route nationale 193, dans le sens Corte-Ajaccio en empruntant la route passant par Casanova et Poggio di Venaco, et dans le sens Ajaccio-Corte, au col de San Catero di Cervone (736 m) entre Santo-Pietro-di-Venaco et Riventosa, par la D40 dans le virage à l'embranchement sous le château de Pozzo di Borgo (Santo-Pietro-di-Venaco).
On y accède également depuis la route territoriale 50 en passant par Poggio-di-Venaco.

#### Transports

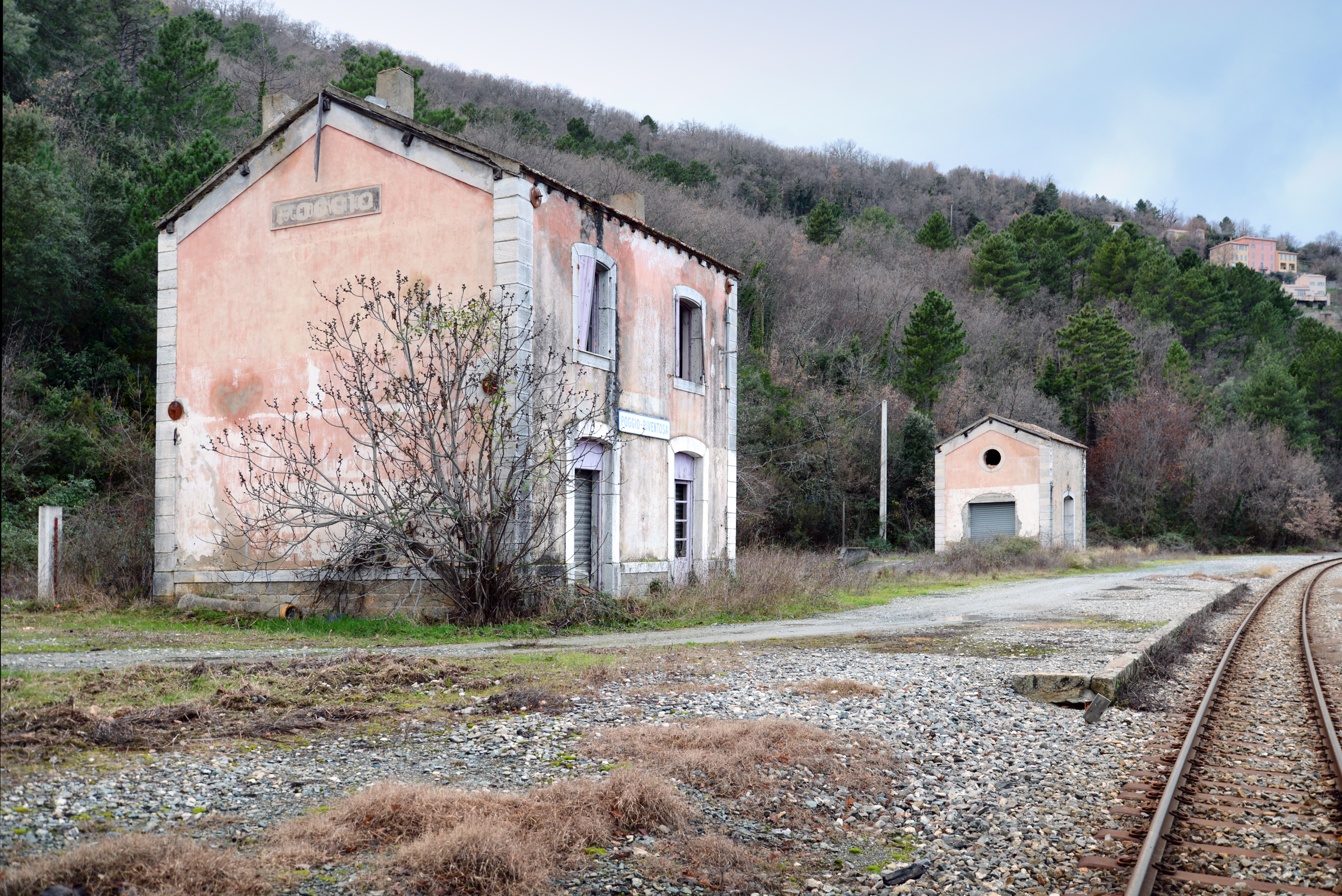
L'ancienne gare désaffectée.

La commune dispose sur son territoire d'une halte des Chemins de fer de Corse située à l'est et en contrebas du village devant l'ancienne gare abandonnée. Cet arrêt, situé à 547 m d'altitude, est appelé « Poggio - Riventosa ». Il est desservi par la route D 141 qui prend naissance au carrefour "place Fouada" à Poggio et qui y finit en cul-de-sac.
Le village est distant, par route, de :
- 61 km de l'aéroport de Bastia Poretta,
- 77 km du port de commerce de Bastia,
- 9 km de la gare de Corte,
- 44 km de Cateraggio, RT 10 (ex-RN 198) dans la Plaine orientale,
- 72 km d'Ajaccio,
- 69 km de l'aéroport d'Ajaccio.

## Urbanisme

### Typologie
Au 1er janvier 2024, Riventosa est catégorisée commune rurale à habitat dispersé, selon la nouvelle grille communale de densité à sept niveaux définie par l'Insee en 2022.
Elle est située hors unité urbaine. Par ailleurs la commune fait partie de l'aire d'attraction de Corte, dont elle est une commune de la couronne,. Cette aire, qui regroupe 34 communes, est catégorisée dans les aires de moins de 50 000 habitants,.

### Occupation des sols
L'occupation des sols de la commune, telle qu'elle ressort de la base de données européenne d’occupation biophysique des sols Corine Land Cover (CLC), est marquée par l'importance des forêts et milieux semi-naturels (90,2 % en 2018), une proportion sensiblement équivalente à celle de 1990 (90,5 %). La répartition détaillée en 2018 est la suivante : 
forêts (49,7 %), milieux à végétation arbustive et/ou herbacée (40,5 %), zones agricoles hétérogènes (9,8 %). L'évolution de l’occupation des sols de la commune et de ses infrastructures peut être observée sur les différentes représentations cartographiques du territoire : la carte de Cassini (XVIIIe siècle), la carte d'état-major (1820-1866) et les cartes ou photos aériennes de l'IGN pour la période actuelle (1950 à aujourd'hui).

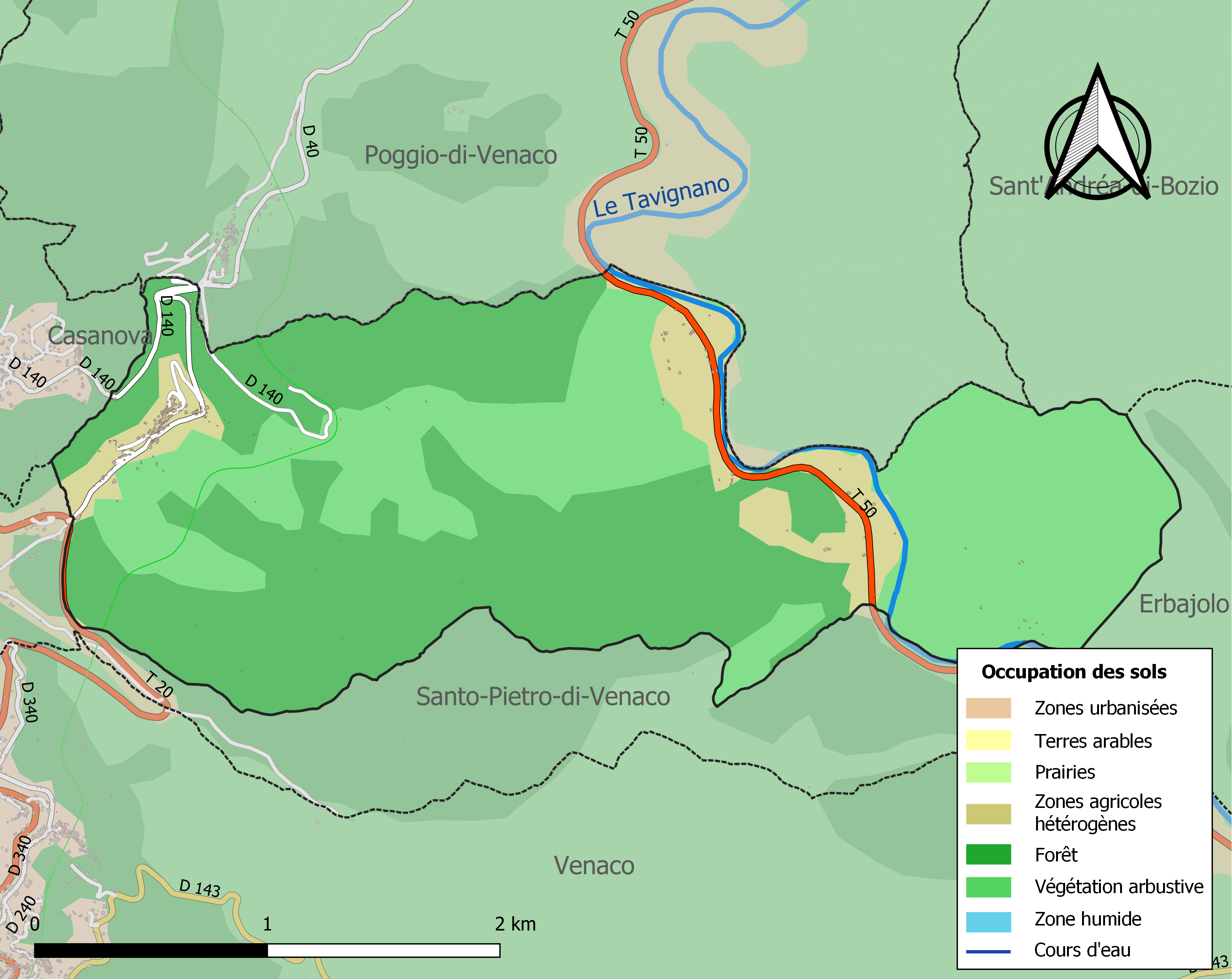
Carte des infrastructures et de l'occupation des sols de la commune en 2018 (CLC).

### Riventosa village

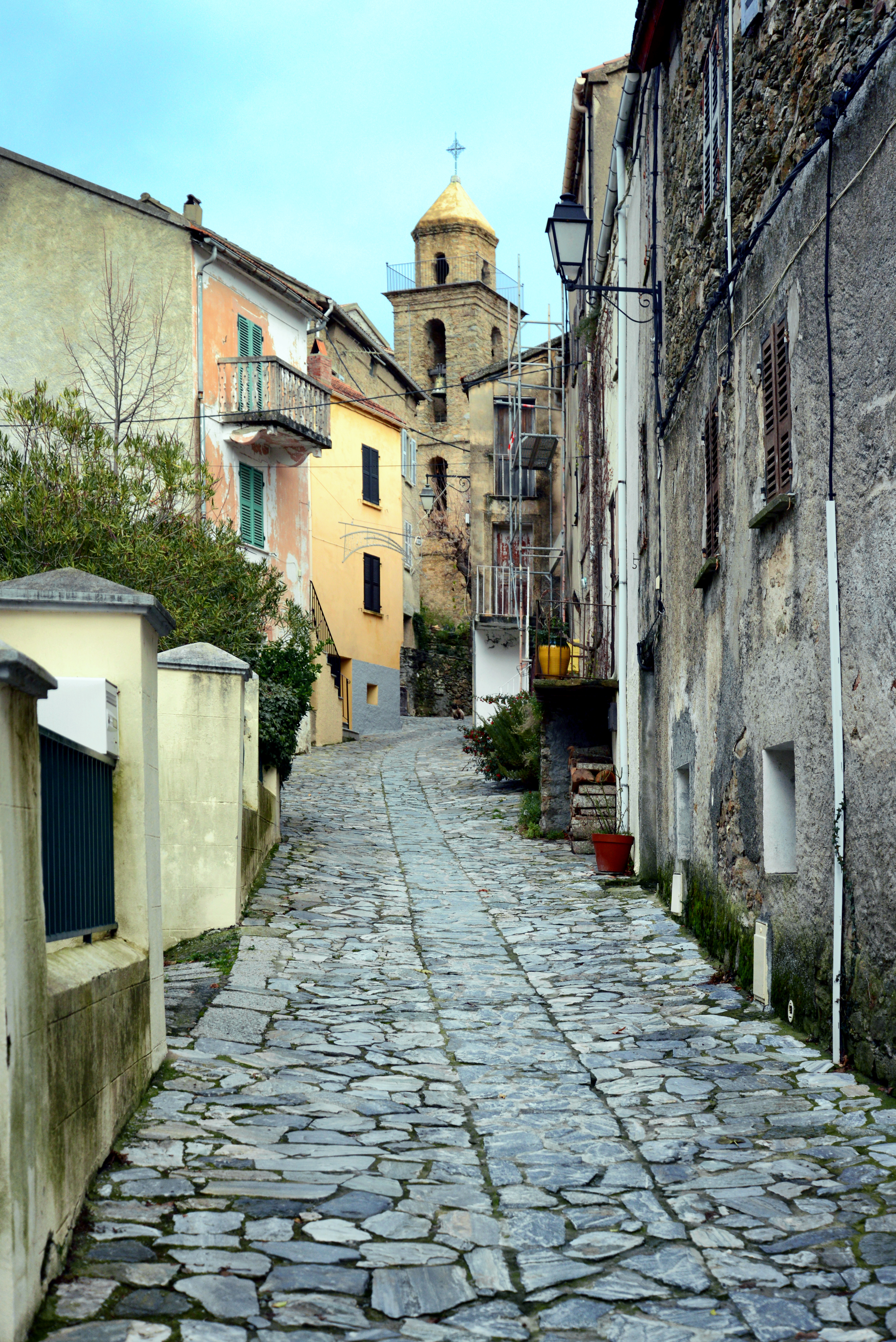
La rue principale.

Situé à 500 m de la RN 193, à 9 km de Corte et à 3,8 km de Venaco, le village de Riventosa est bâti presque jusqu'au plus haut point communal, sur l'arête montagneuse sur laquelle s'aligne également, en contrebas, le village de Poggio-di-Venaco. Le bâti est concentré sur un piton rocheux (753 m d'altitude), autour de son église Saint-Antoine-l'Ermite. Les maisons y sont anciennes, la plupart crépies. Rares sont celles aux murs de pierres apparentes. La couverture des toits est dans l'ensemble en tuiles mécaniques rouges. La rue principale, qui en fait est une boucle sur la D 40, ainsi que les ruelles avec un passage voûté, sont pavées de lauzes.
Le cimetière se trouve à l'entrée sud du village.

## Toponymie
En langue corse la "riva ventosa" signifie la rive exposée aux vents, la contraction donne Riventosa.

## Histoire

### Antiquité
Selon l'historien Xavier Poli, originaire du village voisin de Poggio-di-Venaco, les Romains occupaient déjà le site. Le Tavignano était l'ancien Rhotanos des Romains.

« Venicium. Var. Venitium. Aujourd'hui Venaco, nom d'un canton de l'île. D'après trois chartes citées par Muratori, le pagus de Venaco était compris entre le Tavignanoet le Vecchio. »

— Xavier Poli La Corse dans l'Antiquité et le Haut Moyen Âge - La Corse d'après Ptolémée, chap. VII §3
Selon lui, les couvents de Sainte-Marie-de-Sisco et de San-Stefano-de-Venaco sont les plus anciens de la Corse et tout porte à croire qu'ils remontent au pontificat de saint Grégoire.

### Moyen Âge
Au Moyen Âge, Venaco était une  pieve religieuse ; l'église principale était San Giuvanni Battista de Venaco, construite probablement autour de l'an mil ou de la première moitié du XIe siècle. Existait le monastère San Stefano de Venaco dont le pape, en 1118, confirma la possession à l'abbaye de San Mamiliano de Montecristo, laquelle était riche de deux abbayes (domaines de San Stefano de Venaco et Santa Maria de Canovaria) et de deux églises (San Pellegrino et San Paolo) en Casinca. Les vestiges spectaculaires du complexe de la piève San Giovanni de Venaco, bien conservés, sont visibles sur le flanc est d'une petite colline près de Corte, proche du Palazzo (Palais) de Poggio.

### Temps modernes
Au XVIe siècle, vers 1520, la pieve de Venaco comptait environ 1 200 habitants. Elle avait pour lieux habités : Serraggio, lo Lugo, Campovegio, la Maistrachia, la Riventosa, lo Poggio.
Au XVIIIe siècle, la pieve de Venaco comptait 1 353 habitants qui étaient répartis ainsi : Serragio Anime 472. Riventosa 102. Maestraccie, e S.Pietro 179. Casanova 116. Lugo 179. Campovecchio 33. Poggio 272.
- 1768 - Le 15 mai, par le traité de Versailles, la France accapare la Corse et l'administre militairement.
- 1769 - la pieve de Venaco prend le nom de Vecchio.
- 1790 - Avec la Révolution française est créé le département de Corse avec Bastia comme préfecture, la pieve du Vecchio devient en 1790 le canton de Serraggio[14].
- 1793 - An II. la Convention divise l'île en deux départements : Golo (l'actuelle Haute-Corse) dont fait partie Riventosa, et Liamone (l'actuelle Corse-du-Sud) sont créés. La commune porte le nom de Riventosa. Le canton de Serraggio prend le nom de canton du Vecchio, dans le district de Corte et dans le département d'El Golo.
- 1801 - Sous le Consulat[Note 3], la commune garde le nom de Riventosa, dans le canton du Vecchio, l'arrondissement de Corte et le département d'El Golo.
- 1811 - Les départements d'El Golo et du Liamone sont fusionnés pour former le département de Corse.
- 1828 - Le canton du Vecchio prend le nom de canton de Venaco[15].

### Époque contemporaine

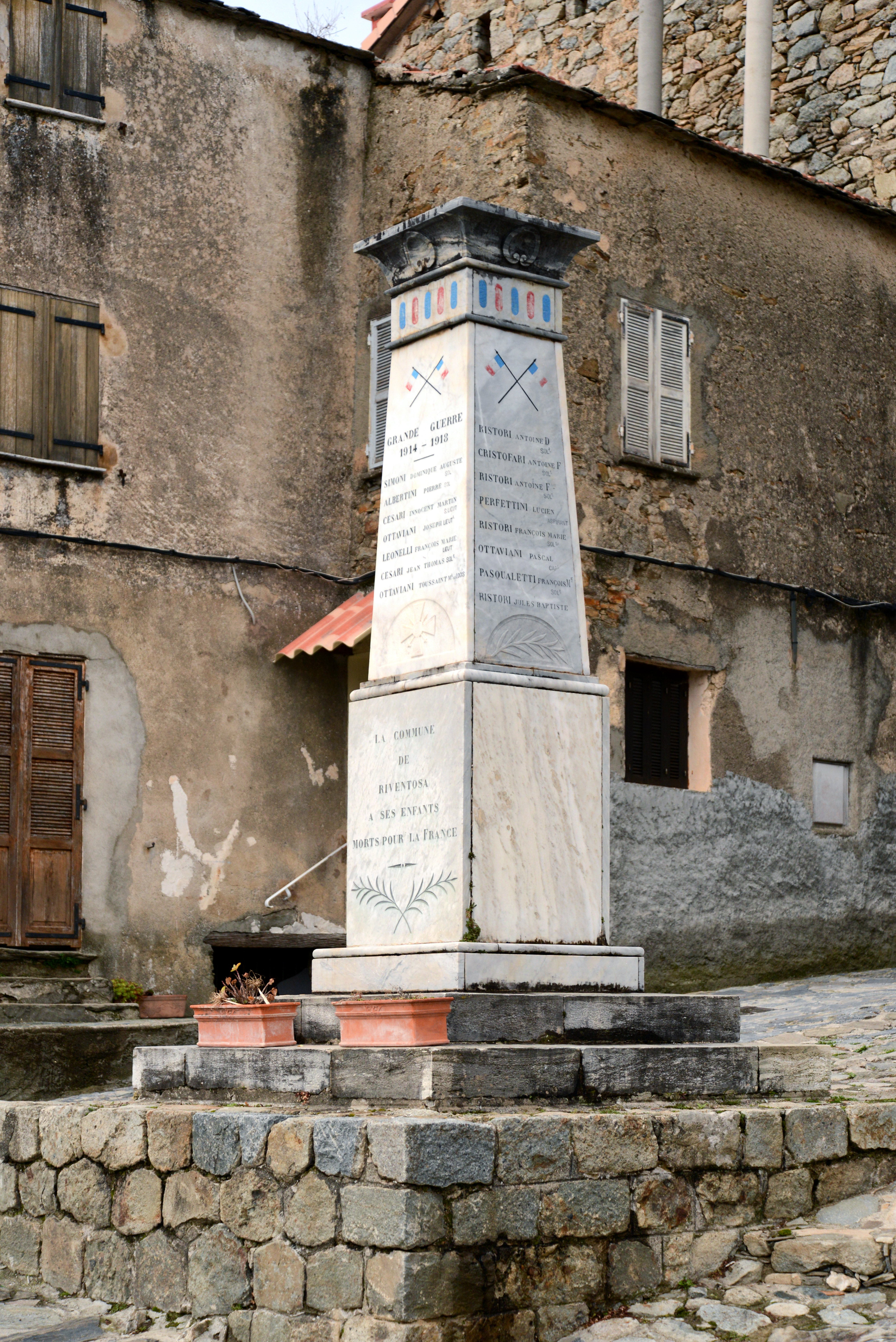
Monument aux morts.

En 1954, le canton de Venaco était composé des communes de Casanova, Muracciole, Poggio di Venaco, Riventosa, Santo Pietro di Venaco, Venaco et Vivario.

## Politique et administration

### Liste des maires
| Période                                  | Période   | Identité       | Étiquette | Qualité     |
| ---------------------------------------- | --------- | -------------- | --------- | ----------- |
| mars 1989                                | mars 2008 | Robert Alberti | PS        |             |
| mars 2008                                | En cours  | Marcel Cesari  | REG       | Agriculteur |
| Les données manquantes sont à compléter. |           |                |           |             |

## Population et société

### Démographie
L'évolution du nombre d'habitants est connue à travers les recensements de la population effectués dans la commune depuis 1800. Pour les communes de moins de 10 000 habitants, une enquête de recensement portant sur toute la population est réalisée tous les cinq ans, les populations de référence des années intermédiaires étant quant à elles estimées par interpolation ou extrapolation. Pour la commune, le premier recensement exhaustif entrant dans le cadre du nouveau dispositif a été réalisé en 2004.

En 2022, la commune comptait 150 habitants, en évolution de −5,06 % par rapport à 2016 (Haute-Corse : +5,15 %, France hors Mayotte : +2,11 %).
| 1800 | 1806 | 1821 | 1831 | 1836 | 1841 | 1846 | 1851 | 1856 |
| ---- | ---- | ---- | ---- | ---- | ---- | ---- | ---- | ---- |
| 214  | 263  | 254  | 276  | 297  | 323  | 337  | 327  | 317  |

| 1861 | 1866 | 1872 | 1876 | 1881 | 1886 | 1891 | 1896 | 1901 |
| ---- | ---- | ---- | ---- | ---- | ---- | ---- | ---- | ---- |
| 324  | 322  | 330  | 358  | 355  | 381  | 434  | 519  | 506  |

| 1906 | 1911 | 1921 | 1926 | 1931 | 1936 | 1946 | 1954 | 1962 |
| ---- | ---- | ---- | ---- | ---- | ---- | ---- | ---- | ---- |
| 346  | 405  | 279  | 294  | 291  | 271  | 166  | 193  | 113  |

| 1968 | 1975 | 1982 | 1990 | 1999 | 2004 | 2006 | 2009 | 2014 |
| ---- | ---- | ---- | ---- | ---- | ---- | ---- | ---- | ---- |
| 108  | 97   | 121  | 135  | 188  | 177  | 172  | 176  | 152  |

| 2019 | 2022 | - | - | - | - | - | - | - |
| ---- | ---- | - | - | - | - | - | - | - |
| 156  | 150  | - | - | - | - | - | - | - |

### Manifestations culturelles et festivités
- Sant' Antone Abbate, le saint patron de la commune, se fête annuellement le 17 janvier. Ce jour, une messe est célébrée le matin avec distribution de pains bénis. Le soir a lieu une longue procession.
- La fête annuelle du village a lieu le 15 août, jour de la Santa Maria Assunta.

### Sports

#### Randonnées
- Le chemin de grande randonnée Mare a Mare Nord Variante traverse le territoire de la commune.
- Existence aux deux villages voisins Casanova et Poggio-di-Venaco d'un gîte d'étape pour randonneurs.

## Culture locale et patrimoine
La Casa Pastureccia, située en bordure de la route territoriale 20, est le siège de la communauté de communes du Centre Corse (Arrêté n° 2004 -1548 du 30 décembre 2004 préfecture Haute-Corse). Elle est  aussi le siège d'entreprises dont la société HPI pour l'association Casa Pastureccia créée en 1987 et dont l'objet est la protection et la mise en valeur du patrimoine rural (bergeries et sentiers d'accès).

### Lieux et monuments

#### Architecture civile

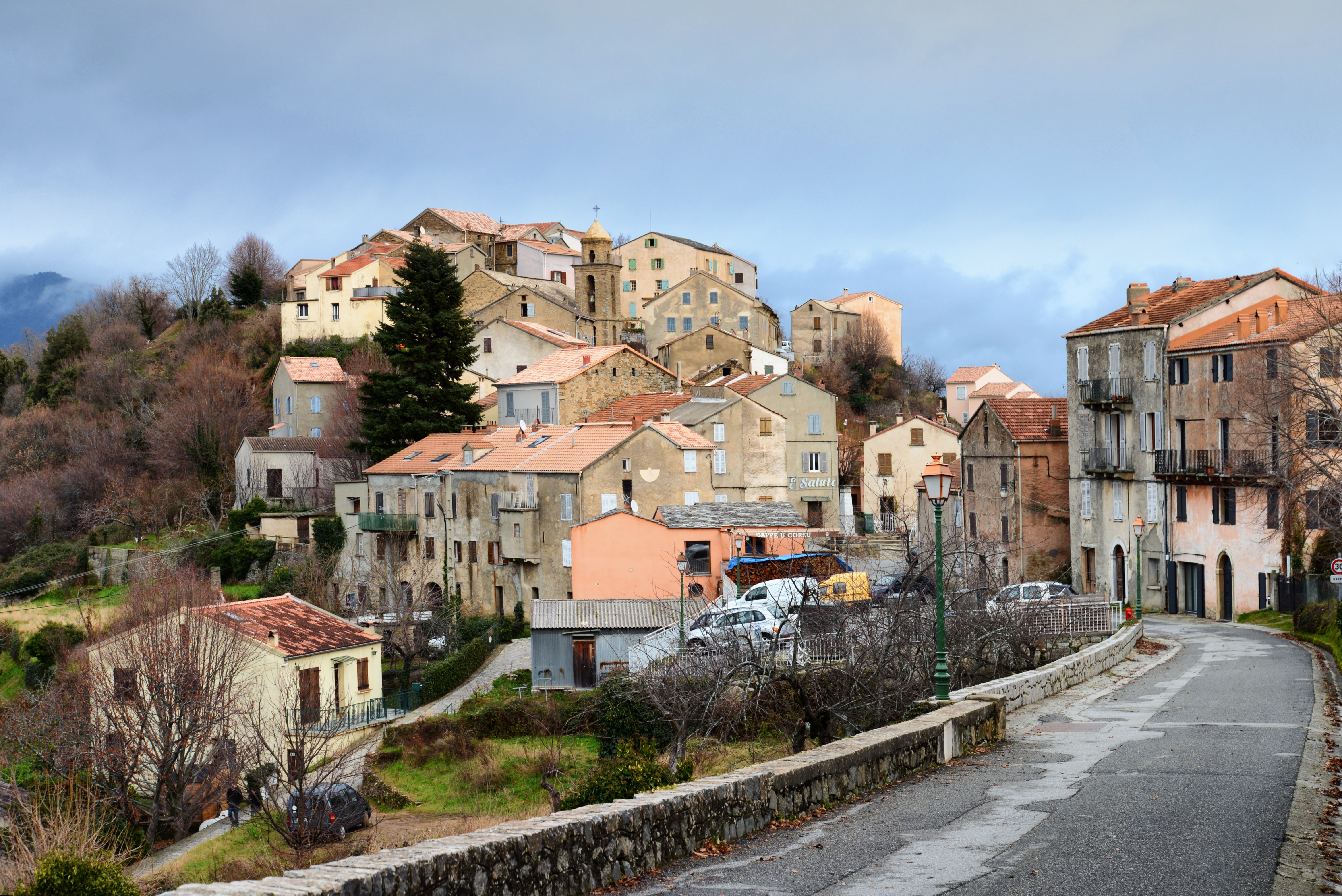
Le village en hiver.

- Le village, par l’intérêt général qu'il présente, est inscrit et protégé. Il est sous la surveillance de   l'Architecte des bâtiments de France.
- Le monument aux morts Piazza Curnachjola U Corsu.

#### Architecture religieuse

##### Église paroissiale Saint-Antoine-l'Ermite

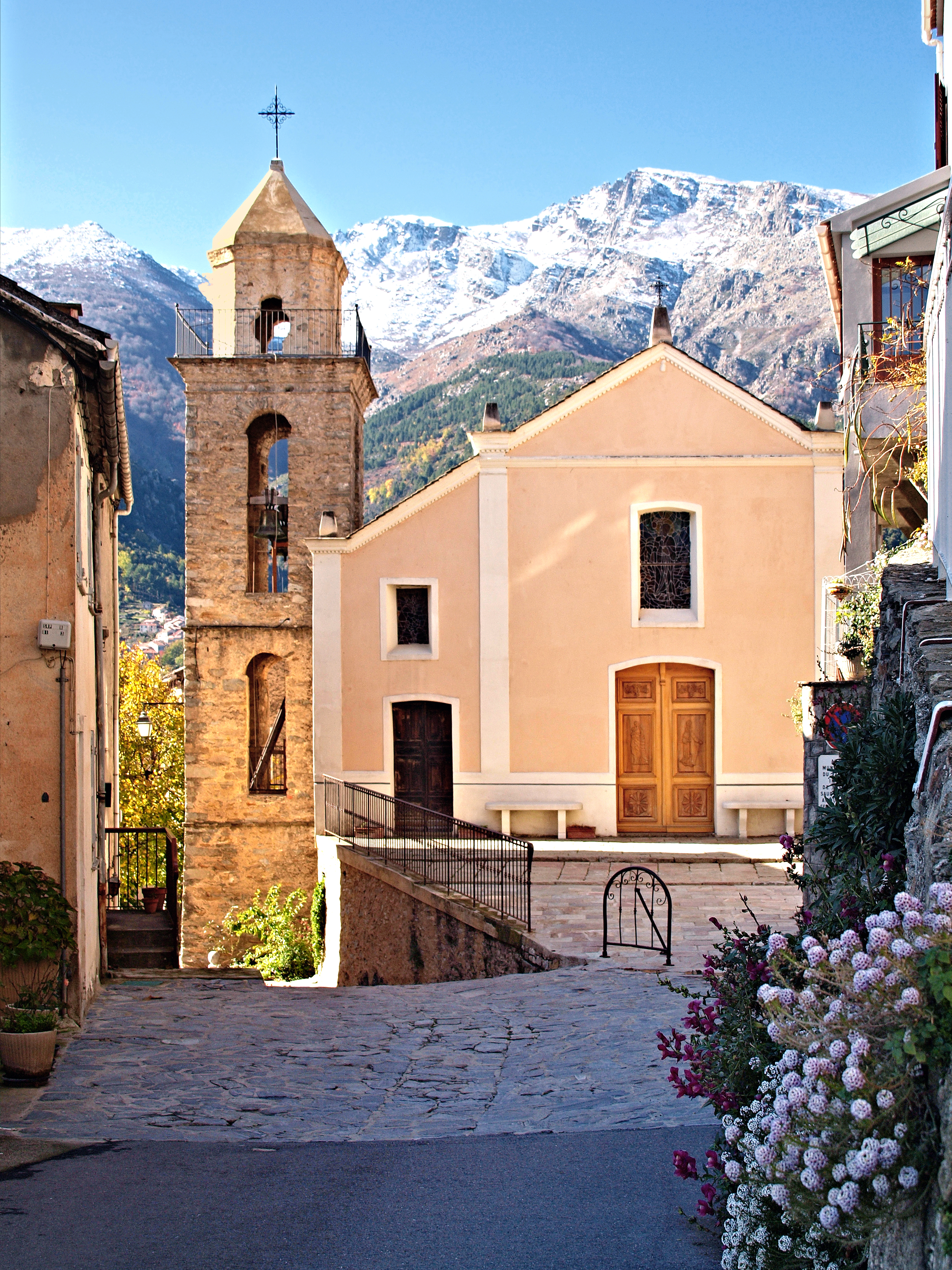
Église Saint-Antoine-l'Ermite.

L'église paroissiale Saint-Antoine-l'Ermite (Sant' Antone Abbate di l'Alloghju) est située au cœur du village, face à la petite mairie. Selon le panneau d'information du parc naturel régional de Corse, ce patrimoine semble avoir été construit durant l'occupation génoise, entre 1720 et 1723. Le clocher date de 1889 comme gravé sur l'édifice.

### Patrimoine naturel

#### Parc naturel régional
Riventosa est une commune adhérente au parc naturel régional de Corse, dans son « territoire de vie » appelé Centre Corse.

## Personnalités liées à la commune
- Austinu Casanova, auteur et poète originaire de Riventosa.
- Santu Casanova, auteur et poète originaire de Riventosa.

## Héraldique
| Blason de Riventosa | Blason  | D'or au chêne arraché de sinople, au chef de sinople chargé d'une tête de Maure au naturel accompagnée de deux chevaux affrontés de gueules.[réf. nécessaire]                                                                             |
| Blason de Riventosa | Détails | * Il y a là non-respect de la règle de contrariété des couleurs : ces armes sont fautives (gueules sur sinople). Différences entre dessin et blasonnement : arbre issant et non arraché. Le statut officiel du blason reste à déterminer. |